# Lupin III
Lupin III (ルパン三世, Rupan Sansei), també escrit Lupin Tercer, és una sèrie manga creada i il·lustrada per Kazuhiko Kato (sota el nom de Monkey Punch) i publicada per la revista japonesa Weekly Manga Action per primera vegada el 10 d'agost de 1967. La història relata les aventures d'una banda de lladres liderada per Arsène Lupin III, el net d'Arsène Lupin, un lladre cavaller francès creat en les 21 novel·les de Maurice Leblanc fins al 1941. Lupin viatja per tot el món amb els seus amics per a robar grans tresors i escapar de la policia.
S'arribaren a publicar un total de 12 volums manga. També s'ha adaptat la història en 6 pel·lícules, 6 sèries d'anime, diversos especials per a la televisió, un musical, diversos OVAs, cds de música i diversos videojocs. A més, WhiteLight Entertainment, una empresa de producció, propietat de Gerald R. Molen, comprà els drets teatrals de Lupin III el 2003, a més d'estar prevista una producció de Hollywood, per a ser lliurada el 2009.
Les tres primeres temporades de la sèrie d'anime s'emeteren doblades al català a Nou 2 entre el 2011 i el 2013.

## Argument
Arsène Lupin III, el net del lladre de ficció Arsène Lupin, és considerat el lladre més important del món i és conegut per avisar amb antelació els propietaris dels objectes valuosos que vol robar. La seva mà dreta és en Daisuke Jigen, un franctirador expert que pot disparar a un objectiu en qüestió de 0,3 segons. Tot i que en Lupin i en Jigen normalment treballen només en parella, sovint se'ls afegeix en Goemon Ishikawa XIII, un mestre espadatxí amb una espasa molt esmolada, i la Fujiko Mine, una femme fatale de qui en Lupin n'està molt. Malgrat que la Fujiko sovint treballa amb els altres, a vegades es queda ella els tresors. El grup d'en Lupin és perseguit constantment per l'inspector Koichi Zenigata de la Interpol.

## Producció
L'autor de manga Kazuhiko Katō, sota el pseudònim Monkey Punch, creà la sèrie el 1965. El lladre de ficció francès Arsène Lupin, creat per Maurice Leblanc, li serví d'inspiració. Abans d'escriure la sèrie va llegir 15 de les històries de Leblanc. L'objectiu de Lupin III era fer una sèrie d'aventures i de comèdia que reflectís els trets del personatge de Leblanc. En un principi la intenció era que no se sabés el parentesc dels dos personatges, però el van convèncer del contrari.
Monkey Punch va combinar elements d'Arsène Lupin i de James Bond per al personatge de Lupin III, per a fer-lo despreocupat. Com que la sèrie es publicava en una revista per a adults, Monkey Punch creà el personatge de Fujiko Mine per incorporar-hi la presència femenina amb un paper de "noia Bond". El seu nom prové del Mont Fuji amb el sufix femení -ko afegit. Al començament de la sèrie moltes de les dones que es troba en Lupin es diuen Fujiko, però són considerades personatges diferents en cada capítol. Monkey Punch trobava massa difícil crear un personatge femení nou cada setmana, i la noia acabà esdevenint un sol personatge que sovint canvia d'estil. Jigen està basat en James Coburn, especialment en el seu paper a Els set magnífics. Goemon fou creat per aportar un element oriental en una sèrie que altrament hauria estat occidental. Tot i que en Lupin, la Fujiko, en Jigen i en Goemon sovint treballen junts, l'autor no els considera un veritable grup perquè cadascú té els seus interessos propis. Al manga cadascú va per separat, mentre que a les adaptacions d'anime solen col·laborar junts. L'Inspector Zenigata és el rival d'en Lupin, pensat amb l'objectiu de crear un "Tom i Jerry humà".

## Manga
Lupin III és escrit i il·lustrat per Monkey Punch. Se'n publicaren 94 capítols a la Weekly Manga Action a partir del 10 d'agost del 1967. Es van estrenar nous capítols amb el nom de Les noves aventures de Lupin III (ルパン三世 新冒険, Rupan Sansei Shin Bōken) a partir del 12 d'agost del 1971. El segon manga, Shin Lupin III, es publicà a la Weekly Manga Action entre el 23 de juny del 1977 i el 1981. El gener del 1997 començà una tercera sèrie, Lupin III S, en la qual Monkey Punch no hi participà; la història fou escrita per Satozumi Takaguchi. Punch tornà per a escriure la quarta sèrie, Lupin III Y, dibuixada, però, per Manatsuki Yamakami, i publicada entre el 1998 i el 2004.

## Anime
La primera temporada de la sèrie de televisió Lupin III es va estrenar a Yomiuri TV el 24 d'octubre del 1971 i s'allargà 23 episodis, l'últim dels quals es va emetre el 26 de març del 1972. La sèrie estava dirigida per Masaaki Ōsumi, substituït posteriorment per Hayao Miyazaki i Isao Takahata. La segona sèrie s'estrenà a NTV el 3 d'octubre del 1977, formada per 155 episodis. La tercera entrega, de 55 episodis, es va estrenar a Yomiuri TV el 3 de març del 1984.
La quarta temporada, titulada Lupin the Third: The Woman Called Fujiko Mine Lupin the Third: The Woman Called Fujiko Mine (LUPIN the Third ～峰不二子という女～, Rupan za Saado ~Mine Fujiko to Iu Onna~), estava formada per 13 episodis emesos a NTV entre l'abril i el juny del 2012. La cinquena, Lupin III Part IV, està ambentada a Itàlia i San Marino i s'emeté el 2015 al canal Italia 1 (26 episodis) i a NTV (24 episodis). La sisena entrega està ambientada a França i es va estrenar el setembre del 2018 a NTV.
Les tres primeres temporades de la sèrie s'emeteren doblades al català al canal valencià Nou 2 entre el 2011 i el 2013, amb el nom de Lupin Tercer.
Doblatge
| Personatge                | Doblador japonès (1971) | Doblador valencià (2011) |
| Arsène Lupin III          | Kanichi Kurita          | Jorge Tejedor            |
| Daisuke Jigen             | Kiyoshi Kobayashi       | José García Tos          |
| Goemon Ishikawa XIII      | Daisuke Namikawa        | Paco Gisbert             |
| Fujiko Mine               | Miyuki Sawashiro        | Iolanda Muñoz            |
| Inspector Koichi Zenigata | Kōichi Yamadera         | Josep Manel Casany       |
| ------------------------- | ----------------------- | ------------------------ |

### Pel·lícules
La productora TMS Entertainment ha creat set pel·lícules animades basades en la sèrie. La primera es titulava simplement Lupin III i la dirigí Sōji Yoshikawa; es va estrenar al Japó el 16 de desembre del 1978. Hayao Miyazaki dirigí la següent, El castell de Cagliostro, doblada al català, estrenada al Japó el 15 de desembre del 1979. La tercera, Legend of the Gold of Babylon, es publicà el 13 de juny del 1985. El 1995 s'estrenava Farewell to Nostradamus, i el 10 d'abril del 1996, Dead or Alive, dirigida pel creador del manga, Monkey Punch. El 2019 es va estrenar al Japó la primera pel·lícula de Lupin III feta amb animació 3D: Lupin III: The First, que va estrenar-se en català el 29 de gener de 2021.
Dos anys després que les dues sèries protagonitzessin un especial de televisió, es va estrenar el film Lupin the 3rd vs. Detective Conan: The Movie, un crossover amb Detectiu Conan (2013).